# سگ بزرگ
سگ بزرگ که با نام عربی کلب اکبر هم نامیده می‌شود یکی از صورت‌های فلکی است. این پیکر آسمانی مجموعه‌ای از ستارگان درخشان است و ۸ سال نوری با ما فاصله دارد
پرنورترین ستاره آسمان شب یعنی شعرای یمانی یا شباهنگ (تیشتر) در این صورت و بر شانه آن قرار دارد. شباهنگ در قدر ۱٫۵ است. در آسمان زمستان، صورت فلکی شاخص بعد از صورت فلکی جبار، صورت فلکی سگ بزرگ (کلب اکبر) است که یافتنش هم ساده‌است. کلب اکبر یکی از دو سگ شکارچی (صورت فلکی جبار) است.

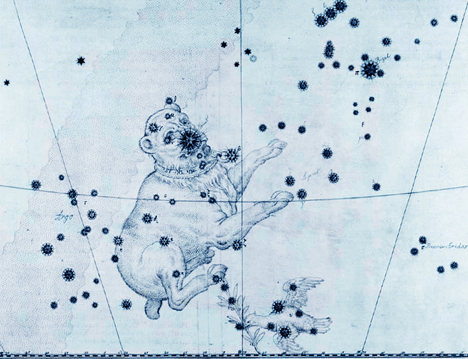
سگ بزرگ یکی از دو سگ شکارچی صورت فلکی جبار است.

## شباهنگ، پرنورترین ستاره آسمان
ستاره شعرای یمانی، تیشتر، شباهنگ، آلفا (α)- کلب اکبر از اسامی متعددی آنست، که نام انگلیسی آن Sirius است که برگرفته از نام یونانی این لغت است که در زبان یونانی به معنی «سوزاندن و مشتعل کردن» می‌باشد؛ به این لحاظ که در یونان باستان این ستاره را منبع حرارت می‌دانستند. اصطلاح «روزهای سگی» در گرمای تابستان به این خاطر رسم بوده‌است که زمان نزدیک شدن و تماس ظاهری این ستاره با خورشید در تابستان بوده‌است. «هزیود» یکی از شاعران یونانی گفته‌است: «شعرای یمانی از سر تا پای آدمی را آب نموده و می‌خشکاند».
از جمله نامهای دیگر این ستاره تیشتر و شباهنگ می‌باشد. همان‌طور که اشاره شد این ستاره پرنورترین ستاره آسمان می‌باشد که با قدر ۱/۴۴- در آسمان می‌درخشد. این ستاره به نسبت ستاره سهیل که به عنوان دومین ستاره درخشان آسمان شناخته شده، دو برابر درخشنده تر است و این به خاطر فاصله نزدیک این ستاره با مااست، این ستاره با فاصله‌ای معادل ۶/۸ سال نوری، پنجمین ستارهٔ نزدیک به خورشید است. گردش ظاهری سالانه این ستاره در آسمان به لحاظ درخشندگی فوق‌العاده اش برای بعضی از اقوام و مصریان و از ۲۰۰۰ سال قبل از میلاد حکم تقویم را داشته‌است. شعرای یمانی با دمای سطحی ۱۰۰۰۰ درجه کلوین ستاره سفید رنگی است، اما به علت عبور لایه‌های متفاوت جو زمین و شکست نور در آنها، در هوای سرد شب‌های زمستانی رنگ به رنگ دیده می‌شود. البته رنگ این ستاره از زمانهای قدیم تاکنون تغییر کرده‌است. کلاودیوس بطلمیوس و دیگر ستاره شناسان دوران باستان این ستاره را سرخ گزارش کرده‌اند.
شعرای یمانی ستاره دوتایی است. همدم شعرای یمانی اولین کوتوله سفیدی بود که کشف شد. آلون کلارک در سال ۱۲۴۱/۱۸۶۲، هنگامی که تلسکوپ ۵/۱۸ اینچ خود را آزمایش می‌کرد آن را کشف کرد. این همدم خیال‌انگیز، شعرای یمانی B و توله سگ نیز نامیده می‌شود و با قدر ۴/۸ می‌درخشد. اما به دلیل درخشندگی زیاد شعرای یمانی A، آن را با تلسکوپ‌های کوچک نمی‌توان مشاهده کرد. قطر این ستاره فقط ۳ برابر زمین است.

## مشخصات ستاره‌های واقع در صورت فلکی سگ بزرگ

### مشخصات ستاره شعرای یمانی A و شعرای یمانی B
| مشخصات          | شعرای یمانی A                       | شعرای یمانی B                         |
| درخشندگی        | ۲۷ برابر خورشید                     | ۰۰۱/۰ شعرای یمانی A                   |
| قطر             | ۲ برابر خورشید                      | ۳ برابر زمین                          |
| جرم             | ۵/۱ برابر خورشید                    | ۴/۰ شعرای یمانی A = ۲۵۰۰۰۰ برابر زمین |
| قدر مطلق        | ۴/۱+                                | ۴/۱۱+                                 |
| حرکت خاص        | ۳۰۷ ثانیه قوس در هر قرن             |                                       |
| دوره تناوب گردش |                                     | ۴۸ سال                                |
| چگالی           | ۳۶۰۰۰ برابر خورشید= ۶۰۰۰۰۰ برابر آب |                                       |
| بعد             | ۶ ساعت و ۴۳ دقیقه                   | ۶ ساعت و ۴۳ دقیقه                     |
| میل             | ۵/۱۶- درجه                          | ۵/۱۶- درجه                            |

## ستاره مرزم، جارچی، بتا (β)- کلب اکبر (Mirzam)
ستاره بتا (β) از صورت‌فلکی سگ بزرگ (کلب اکبر) ستاره‌ای با قدر ۵/۲ است؛ که تقریباً ۲۰۰۰ درخشندگی خورشید درخشندگی دارد. فاصله آن از ما تقریباً ۵۰۱ سال نوری است.
نام عربی این ستاره مرزم به معنای «جارچی» است. این نام از این لحاظ است که طلوع آن نشانه از ظهور شعرای یمانی دارد. این ستاره همانند شعرای یمانی دوتایی است. هم دم آن از قدر ۸/۹ و فاصله زاویه‌ای آن از ستاره اصلی ۱۸۵ثانیه قوس است.
ستاره نو (ν)- کلب اکبر
ستاره‌ای سه تایی است. یکی از مولفه‌های آن از قدر ۴ و دوتای دیگر از قدر ۵ هستند. مشاهده این سه تایی زیبا با دوربین دو چشمی بسیار لذت بخش است.

## ستاره‌های سیگما(σ) و اپسیلون(ε)- کلب اکبر
ستاره‌هایی مناسب برای مقایسه رنگ، سیگما(σ) ستاره‌ای سرخ رنگ از قدر ۵/۳ که از ما ۱۲۳۰ سال نوری فاصله دارد. همسایه این ستاره، اپسیلون(ε)- کلب اکبر است که رنگی کاملاً سفید دارد و از سیگما(σ)-کلب اکبر درخشان تر است.
اپسیلون(ε)- کلب اکبر ستاره‌ای دوتایی است، با همدم‌هایی از قدرهای ۵/۱ و ۸ که با فاصله زاویه‌ای ۵/۷ ثانیه قوس از هم قرار گرفته‌اند.
ستاره اتا (η)- کلب اکبر
این ستاره یک ابرستاره واقعی است که در این صورت فلکی به سادگی دیده می‌شود. اتای کلب اکبر با ۱۰۰۰۰۰ بار درخشندگی بیشتر از خورشید ما، در آسمان ستاره‌ای متوسط با قدر ۴/۲ و در فاصله ۳۲۶۱ سال نوری قرار دارد.
ستاره دلتا (δ)- کلب اکبر
ستاره جالب توجه‌ای در این صورت فلکی قرار دارد که در عربی آن را وزن(Wezen) می‌نامند. علت این نامگذاری روشن نیست ولی وزن تقریبی آن ۱۰ برابر خورشید تخمین زده شده‌است.
شاید بهتر بود لقب «وزن» را به ستاره بسیار سنگین اتای کلب اکبر می‌دادند که از آن هم سنگین تر است.
ستاره دلتای کلب اکبر نیز یک ابرغول است ۵۰۰۰۰ برابر خورشید درخشندگی دارد. با اینکه ۱۸۱۲ سال نوری با ما فاصله دارد ولی قدرش ۸/۱ است. اگر شعرای یمانی (با فاصله ۸ سال نوری از ما) را می‌توانستیم به فاصله‌ای منتقل کنیم که دلتا یا اتای کلب اکبر قرار دارد، آنگاه قدر شعرای یمانی ۱۰ یا ۱۱ می‌رسید که در حد دید با چشم غیر مسلح نبود. برعکس اگر امکان داشت این دوستاره را به جای شعرای یمانی بنشانیم، درخشش آنها در حدود نصف درخشش ماه بود، در نتیجه شبهایی که در بالای افق می‌درخشیدند، زمین به تاریکی واقعی نمی‌رسید.
ستاره مو (μ)- کلب اکبر
این ستاره یک دوتایی است از قدرهای ۵/۴ و ۸ که ۹۱۸ سال نوری با ما فاصله دارندو ستاره پرنورتر از رده طیفی G۵ و دیگری از رده A۲ است. جدایی زاویهٔ آنها ۳ ثانیه قوس است.

## تاو (τ) – کلب اکبر
ستاره‌ای است سه تایی. همدم‌های آن از قدرهای
۵/۴، ۱۰ و ۱۱ هستند؛ که در حدود ۳۲۶۱ سال نوری با ما فاصله دارند. این ستاره ۳۰۰۰۰ برابر خورشید درخشندگی دارد.

## خوشه‌های باز در صورت فلکی سگ بزرگ
صورت فلکی سگ بزرگ (کلب اکبر) در جنوب شرق صورت فلکی جبار (شکارچی) واقع است. این صورت فلکی دارای دو خوشه باز بسیار زیبا است که با تلسکوپ‌های کوچک هم به خوبی دیده می‌شوند.

## خوشه باز M۴۱ یا NGC2287
برجسته‌ترین خوشه باز این صورت فلکی M۴۱ یا
NGC۲۲۸۷ است. M۴۱ سطحی معادل قرص ماه را در آسمان می‌پوشاند و ۴ درجه جنوب ستاره شعرای یمانی قرار دارد.
در شرایط خوب ستاره‌شناسی (خارج از شهر و بدور از آلودگی نوری) حتی با چشم غیر مسلح نیز آن را به صورت لکه‌ای مه آلود قابل مشاهده‌است. ارسطو دانشمند معروف یونانی در ۳۲۵ سال قبل از میلاد نیز به آن اشاره کرده‌است.
اگر به دور از نور شهرها رصد کنید. مشاهده این خوشه با چشم غیر مسلح ملاک خوبی برای سنجش شفافیت آسمان و همچنین تیزبینی شماست.
امروزه می‌دانیم M۴۱، شامل بیش از ۵۰ ستاره غول از قدر ۷ است که با رنگهای زرد، سفید یا آبی-سفید و نارنجی می‌درخشند. درخشان‌ترین ستاره M۴۱ اندکی درخشان تر از قدر ۷ است و ۲۰ ستاره درخشانتر از قدر ۱۰ هستند. قدر مجموع خوشه ۵/۴ است. به همین دلیل در دوربین دو چشمی ۱۰x۵۰ نیمی از ستاره‌های خوشه مشاهده می‌شوند و با تلسکوپهای کوچک ستاره‌های بیشتری از آن را مشاهده می‌کنید. اگر بخواهید سرتاسر خوشه را ببینید باید از بزرگنمایی کم استفاده کنید. دقت کنید که ستاره‌های چگونه به صورت زنجیر وار به صورت خوشه
قرار گرفته‌اند. اگر کمی دقت کنید ۴ ستاره درخشان M۴۱ را به شکل ذوزنقهٔ زیبایی می‌بینید.
قطر زاویه‌ای M۴۱، ۳۸ دقیقه قوس است. (بزرگ‌تر از قرص کامل ماه) به همین دلیل بهتر است در رصد با تلسکوپ از بزرگنمای کم استفاده کنید تا کل خوشه را در میدان دید ببینید.
خوشه NGC ۲۳۶۲ خوشه باز دیگری متراکم تر از خوشه M۴۱، با مرکزیت ابرغول آبی از قدر ۴ به نام تاو (τ) از صورت فلکی کلب اکبر است. این خوشه به راستی جواهری در میان خوشه‌های باز صورت فلکی سگ بزرگ است. خوشه NGC ۲۳۶۲ شامل ۶۰ ستاره با قدر بین ۴ تا ۱۱ قابل دید از درون تلسکوپهای کوچک است. این خوشه ۵۰۰۰ سال نوری از خورشید ما فاصله دارد.
در کنار خوشه NGC ۲۳۶۲، خوشه باز دیگری قرار دارد به نام NGC 2354. ستاره قدر دوم دلتا (δ) کلب اکبر کمک خوبی برای یافتن این خوشه باز است. این خوشه تنها در ۵/۱ درجه شمال شرق ستاره دلتا کلب اکبر قرار دارد. این خوشه با پهنای ۲۰ دقیقه، ۱۰۰ ستاره‌ای از قدر ۹ و حتی کم نورتر را شمال می‌شود. البته قدر مجموع آن ۵/۶ است. اگر از دوربین دو چشمی استفاده می‌کنید کافی است ستاره دلتا را در میدان دید داشته باشید. مسلماً خوشه را مانند لکه‌ای غبار آلود مشاهده می‌کنید. تلسکوپ ۱۰ سانتی‌متری و بزرگ‌تر، ستاره‌های درخشان خوشه را تفکیک می‌کند.
در حدود ۸ درجه شرق ستاره شعرای یمانی خوشه باز NGC ۲۳۶۰ قرار دارد. این خوشه فشرده ۸۰ ستاره دارد. قدر مجموع آن ۲/۷ و قطر زاویه‌ای آن ۱۳ دقیقه‌است.
خوشه باز NGC ۲۲۴۳ نیز یک خوشه ستاره‌ای باز است که در شمال شرقی صورت فلکی سگ بزرگ در ۳/۱ درجه لاندا (λ) – سگ بزرگ قرار دارد. این خوشه قدر مجموع ۱۰ دارد. با تلسکوپ‌های بالاتر از ۱۲ اینچ ممکن است بیش از ۱۰۰ ستاره آن تفکیک شود. اما با تلسکوپ‌های کوچک (۱۰ سانتی‌متری) تنها یک یا دو ستاره آن در توده‌ای مه آلود مشاهده می‌شود.

## سحابی در صورت فلکی کلب اکبر
سحابی اردک NGC ۲۳۵۹ که گاهی اوقات آن را گاو هلمت نیز می‌نامند. این سحابی یکی از اجرام غیر ستاره‌ای قابل توجه در سگ بزرگ است. این سحابی در ۴/۳ درجه شمال شرقی ستاره گاما (γ) کلب اکبر قرار گرفته‌است. این سحابی بسیار کم نور اما با رشته‌های مارپیچش بسیار گسترده (۸ دقیقه) می‌باشد. ستاره مرکزی آن یک ستاره ولف رایت از قدر ۱۱ است.
ستاره‌های معروف صورت فلکی سگ بزرگ
| نام عمومی ستاره ''''                         | 'بعد'(hh mm ss.ss) | 'میل '(deg mm ss)  | قدر '''' |
| SIRIUS – (شعرای یمانی، سیروس، شباهنگ، تیشتر) | ۶٫۰۰:۴۵٫۰۰:۸٫۸۷    | -۱۶٫۰۰:۴۲٫۰۰:۵۷٫۹۹ | -۱٫۴۶    |
| ADHARA - (عذاری)                             | ۶٫۰۰:۵۸٫۰۰:۳۷٫۵۴   | -۲۸٫۰۰:۵۸٫۰۰:۱۹٫۵۰ | ۱٫۵۰     |
| DEL 'CMA                                     | ۷٫۰۰:۸٫۰۰:۲۳٫۴۸    | -۲۶٫۰۰:۲۳٫۰۰:۳۵٫۵۵ | ۱٫۸۶     |
| MIRZAM (مرزم)-                               | ۶٫۰۰:۲۲٫۰۰:۴۱٫۹۶   | -۱۷٫۰۰:۵۷٫۰۰:۲۱٫۳۷ | ۱٫۹۸     |
| ALUDRA (عذاری)-                              | ۷٫۰۰:۲۴٫۰۰:۵٫۶۹    | -۲۹٫۰۰:۱۸٫۰۰:۱۱٫۲۳ | ۲٫۴۵     |
| FURUD                                        | ۶٫۰۰:۲۰٫۰۰:۱۸٫۷۹   | -۳۰٫۰۰:۳٫۰۰:۴۸٫۲۶  | ۳٫۰۲     |
| OMI2 CMA                                     | ۷٫۰۰:۳٫۰۰:۱٫۴۶     | -۲۳٫۰۰:۴۹٫۰۰:۵۹٫۹۶ | ۳٫۰۲     |
| SIG CMA                                      | ۷٫۰۰:۱٫۰۰:۴۳٫۱۴    | -۲۷٫۰۰:۵۶٫۰۰:۵٫۴۵  | ۳٫۴۷     |
| KAP CMA                                      | ۶٫۰۰:۴۹٫۰۰:۵۰٫۴۵   | -۳۲٫۰۰:۳۰٫۰۰:۳۰٫۶۰ | ۳٫۹۶     |
| THE CMA                                      | ۶٫۰۰:۵۴٫۰۰:۱۱٫۳۹   | -۱۲٫۰۰:۲٫۰۰:۱۹٫۱۳  | ۴٫۰۷     |
| GAM CMA                                      | ۷٫۰۰:۳٫۰۰:۴۵٫۴۸    | -۱۵٫۰۰:۳۷٫۰۰:۵۹٫۷۴ | ۴٫۱۱     |
| XI2 CMA                                      | ۶٫۰۰:۳۵٫۰۰:۳٫۳۷    | -۲۲٫۰۰:۵۷٫۰۰:۵۳٫۳۶ | ۴٫۵۴     |

## اجرام غیر ستاره‌ای کمتر از قدر ۱۰در صورت فلکی سگ بزرگ
| نام جرم غیر ستاره‌ای'''' | بعد '''' | میل '''' | نوع جرم غیر ستاره‌ای'''' | قدر '''' |
| M41 – NGC ۲۲۷۸          | ۰۶ ۴۶٫۲۲ | -۲۰ ۴۳   | خوشه باز                | ۰۴٫۵     |
| NGC ۲۲۰۴                | ۰۶ ۱۵٫۷  | -۱۸ ۳۹   | خوشه باز                | ۰۸٫۶     |
| NGC ۲۲۴۳                | ۰۶ ۲۹٫۸  | -۳۱ ۱۷   | خوشه باز                | ۰۹٫۴     |
| NGC ۲۲۸۷                | ۰۶ ۴۷٫۰  | -۲۰ ۴۴   | خوشه باز                | ۰۴٫۵     |
| Cr ۱۲۱                  | ۰۶ ۵۴٫۲  | -۲۴ ۳۸   | خوشه باز                | ۰۲٫۶     |
| NGC ۲۳۴۵                | ۰۷ ۰۸٫۳  | -۱۳ ۱۰   | خوشه باز                | ۰۷٫۷     |
| NGC ۲۳۵۴                | ۰۷ ۱۴٫۳  | -۲۵ ۴۴   | خوشه باز                | ۰۶٫۵     |
| Cr ۱۳۲                  | ۰۷ ۱۴٫۴  | -۳۱ ۱۰   | خوشه باز                | ۰۳٫۶     |
| Basel 11A               | ۰۷ ۱۷٫۱  | -۱۳ ۵۸   | خوشه باز                | ۰۸٫۲     |
| Basel ۱۱                | ۰۷ ۱۷٫۳  | -۱۲ ۱۲   | خوشه باز                | ۰۸٫۲     |
| NGC ۲۳۶۰                | ۰۷ ۱۷٫۸  | -۱۵ ۳۷   | خوشه باز                | ۰۷٫۲     |
| NGC ۲۳۶۲                | ۰۷ ۱۸٫۸  | -۲۴ ۵۷   | خوشه باز                | ۰۴٫۱     |
| Haffner ۶               | ۰۷ ۲۰٫۱  | -۱۳ ۰۸   | خوشه باز                | ۰۹٫۲     |
| NGC ۲۳۶۷                | ۰۷ ۲۰٫۱  | -۲۱ ۵۶   | خوشه باز                | ۰۷٫۹     |
| Haffner ۸               | ۰۷ ۲۳٫۴  | -۱۲ ۲۰   | خوشه باز                | ۰۹٫۱     |
| Cr ۱۴۰                  | ۰۷ ۲۳٫۹  | -۳۲ ۱۲   | خوشه باز                | ۰۳٫۵     |
| NGC ۲۳۷۴                | ۰۷ ۲۴٫۰  | -۱۳ ۱۶   | خوشه باز                | ۰۸       |
| NGC ۲۳۸۳                | ۰۷ ۲۴٫۸  | -۲۰ ۵۶   | خوشه باز                | ۰۸٫۴     |
| Ru ۱۸                   | ۰۷ ۲۴٫۸  | -۲۶ ۱۳   | خوشه باز                | ۰۹٫۴     |
| NGC ۲۳۸۴                | ۰۷ ۲۵٫۱  | -۲۱ ۰۲   | خوشه باز                | ۰۷٫۴     |
| Tr ۶                    | ۰۷ ۲۶٫۱  | -۲۴ ۱۸   | خوشه باز                | ۱۰٫۰     |
| Ru ۲۰                   | ۰۷ ۲۶٫۷  | -۲۸ ۵۳   | خوشه باز                | ۰۹٫۵     |